# Rudolf Seiden
Rudolf Seiden (* 13. August 1900 in Langenwang, Österreich-Ungarn; † 12. Juni 1965 in Kansas City (Missouri)) war ein österreichisch-amerikanischer Chemiker, Zionist und Publizist.

## Leben
Rudolf Seiden studierte nach der Matura am Bundesgymnasium und Bundesrealgymnasium Keimgasse Mödling, wo er 1917 eine Gruppe des jüdischen Wanderbundes  Blau-Weiß gründete, Rechtswissenschaft in Wien und schloss sein Studium 1923 als Diplomingenieur an der Technischen Hochschule Wien ab. 1924 heiratete er Juliette Niswizski, mit der er zwei Söhne hatte. Er war Chemiker und zionistischer Aktivist und arbeitete von 1928 bis 1931 bei der Neuen Freien Presse.
1935 wanderte Seiden in die Vereinigten Staaten aus und erhielt 1941 die US-Staatsbürgerschaft. Er war dort freier Autor und Korrespondent für verschiedene Fachzeitschriften für Chemie. Ab 1938 war er Vizepräsident der Abteilung Produktion und Forschung der Haver-Lockhart-Laboratorien in Kansas City (Missouri) sowie Direktor der Coru King Company. Von dort betrieb er zugleich ein von ihm gegründetes "Foreign Authors Syndicate". Er war Mitglied der American Chemical Society. Als zionistischer Aktivist schrieb er für die jüdischen Zeitschriften Morgenzeitung, Die Stimme, Die Jüdische Rundschau und Palästina.

## Schriften
- Mit Arthur Holzer. Das Palästina-Informationsbuch. Wien: L. Nath, 1933.